# MWG EP
Az MWG EP típusú pótkocsi egy, eleinte a Magyar Waggon- és Gépgyár Részvénytársaság (MWG) gyár által gyártott villamos pótkocsi-sorozat volt, amiből 1943 és 1953 között 244 darabot gyártottak a BKV részére.

## Története
Az EP villamos pótkocsi sorozatra a második világháború után növekedő utasforgalom miatt volt szükség, első sorban a Nagykörúton. A Ganz UV villamosok növekedett utaskapacitású közlekedéséhez alakították ki. A terveket az MWG győri gyára készítette el, eleinte a gyártást is ott végezték, majd később a Füzesi Árpád Főműhelybe illetve a Dunakeszi Járműjavító gyárban folytatódott, összesen 244 darab készült belőle 1943 és 1953 között. A járművet két feljáróval alakították ki, faléc ülésekkel. A BKV által 2007-ben az UV villamosok utasforgalomból történő kivonásakor vonták ki a forgalomból.

## 5869-es kocsi
2007-ben az UV villamosok utasforgalomból történő kivonásakor vonták ki a pótkocsikat is, s ettől kezdve az 5869-es pótkocsi a BKV nosztalgiaállományának része. A 2015-ben indult időszakos emlékjárat, az 1956-os villamos vonalán fordulhat elő, valamint 2019-ben retró-villamosjáratokon, főként az R47-es retró villamos vonalon.

## 5884-es kocsi
Az utolsó nyitott peronos pótkocsi 2012 óta a Baross kocsiszín tagja. Felújítása elkészült. 2019-ben nosztalgiameneteken vett részt. 

## 5894-es kocsi
Ez a pótkocsi 2018-ban került vissza a fővárosba Szegedről. Felújítani tervezik.